# 鼻孔拡張テープ
鼻孔拡張テープ（びこうかくちょうテープ）は、鼻孔を通過する空気の通りを向上させるために鼻の上部に貼る、専用のテープである。

## 概要
長さ5センチ、幅1センチほどの粘着テープに、一回り小さい大きさのプラスチック製板ばねを組み込んだ構造となっている。
このテープを鼻骨下周辺を覆うように皮膚の表面に貼り付け、板ばねの復元力により鼻孔上部の皮膚が外側に引っ張られることで鼻孔を広げる仕組み。
おもにいびきの解消や、スポーツ時の酸素吸入量向上を目的として利用されることが多く、特に長距離を走る陸上選手に多く見られる。若者の間ではファッションの一環として用いられることもある。
鼻の表面から分泌される脂分などによる粘着力低下を防ぐため、一般のテープと比較して強力な粘着性を持たせてある。剥がす際に皮膚を傷つけないよう注意が必要である。